# Mary Ekiru
Mary Ekiru (7 dicembre 2000) è una mezzofondista keniota.

## Palmarès
| Anno | Manifestazione     | Sede  | Evento       | Risultato | Prestazione | Note                          |
| ---- | ------------------ | ----- | ------------ | --------- | ----------- | ----------------------------- |
| 2024 | Giochi Panafricani | Accra | 1500 m piani | Bronzo    | 4'06"22     | Miglior prestazione personale |